# Kastanjeboleet
De kastanjeboleet (Imleria badia) is een eetbare paddenstoel uit de familie Boletaceae. Hij leeft in ectomycorrhiza op humus met verschillende bomen. Hij is een algemeen voorkomende soort in naald- en loofbossen. Hij komt al voor in juni/juli vooral in vochtige zomers. Het hoogseizoen is echter van half september tot laat in de herfst in november, voordat de vorst intreedt.

## Kenmerken

### Uiterlijke kenmerken
Hoed
De hoed heeft een doorsnede van 6 tot 10 cm en is gewelfd tot gespreid. Hij kan licht of donker kastanjebruin zijn. Bij vochtig weer wordt het oppervlak licht plakkerig. Bij droogte wordt deze glanzend glad of iets viltig, vooral aan de rand.
Steel
De steel heeft een hoogte van 7 tot 8 cm en een dikte van 1,5 tot 2 cm. Hij is lichtbruin met donkerdere strepen. Een manchet ontbreekt. Bij de aanhechting van de steel onder de hoed is een lichte 'inranding' te zien (ook op de foto).
Poriën
De poriën zijn witachtig geel. Later worden ze geelgroen. Bij kneuzing worden ze blauwgroen.
Geur en smaak
De geur is aangenaam en de smaak is mild.
Sporenprint
De sporenprint is bruin-olijfgroen. 

### Microscopische kenmerken
De sporen zijn ellipsoïde-spoelvormig, honinggeel, glad en meten 12-16 × 5-6 µm.

## Verspreiding
De kastanjeboleet is wijdverbreid in Midden-Europa en komt voor van de kust tot in de Alpen. In Nederland komt hij zeer algemeen voor. Hij staat niet op de rode lijst en is niet bedreigd.

## Foto's

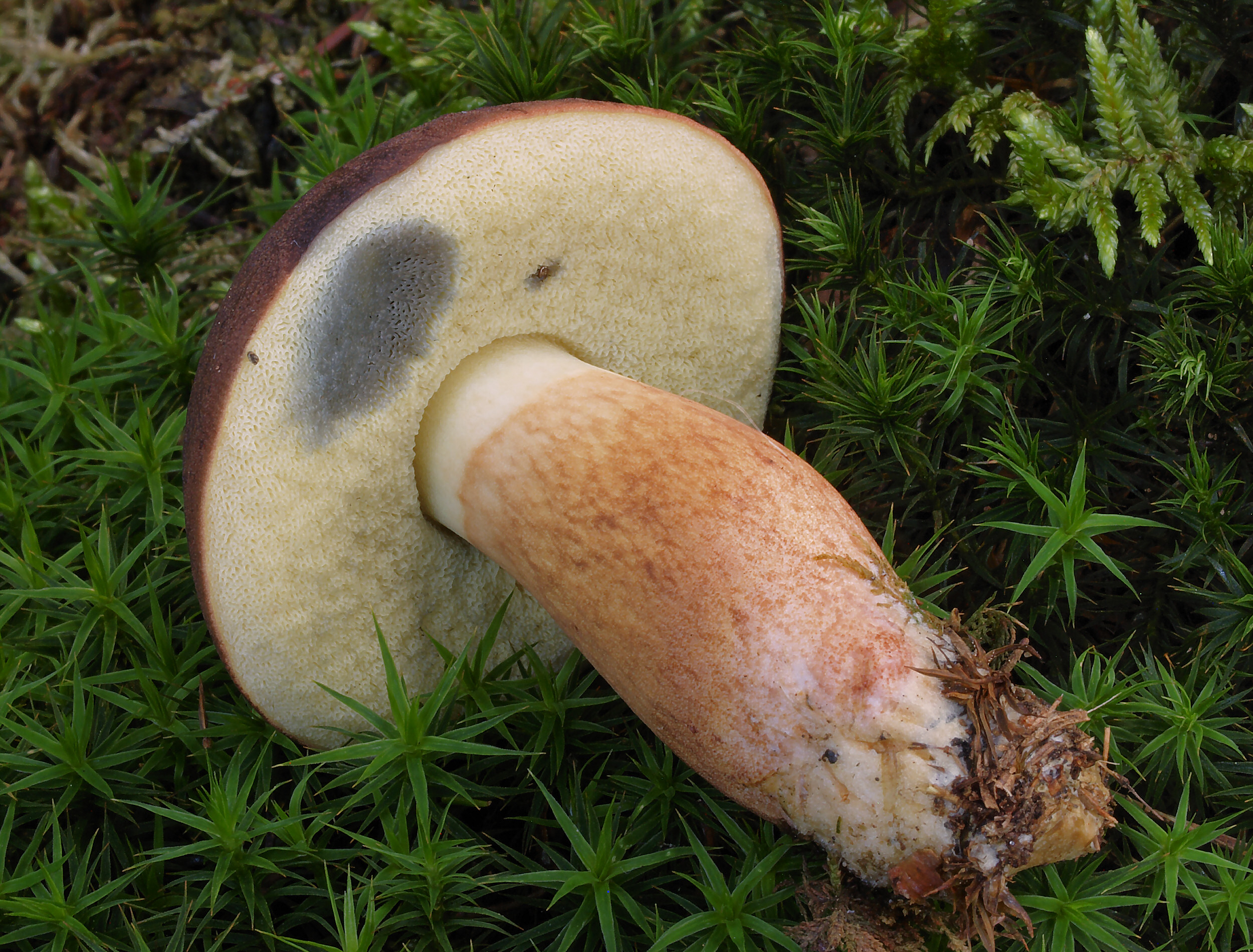
Blauwverkleuring van poriën
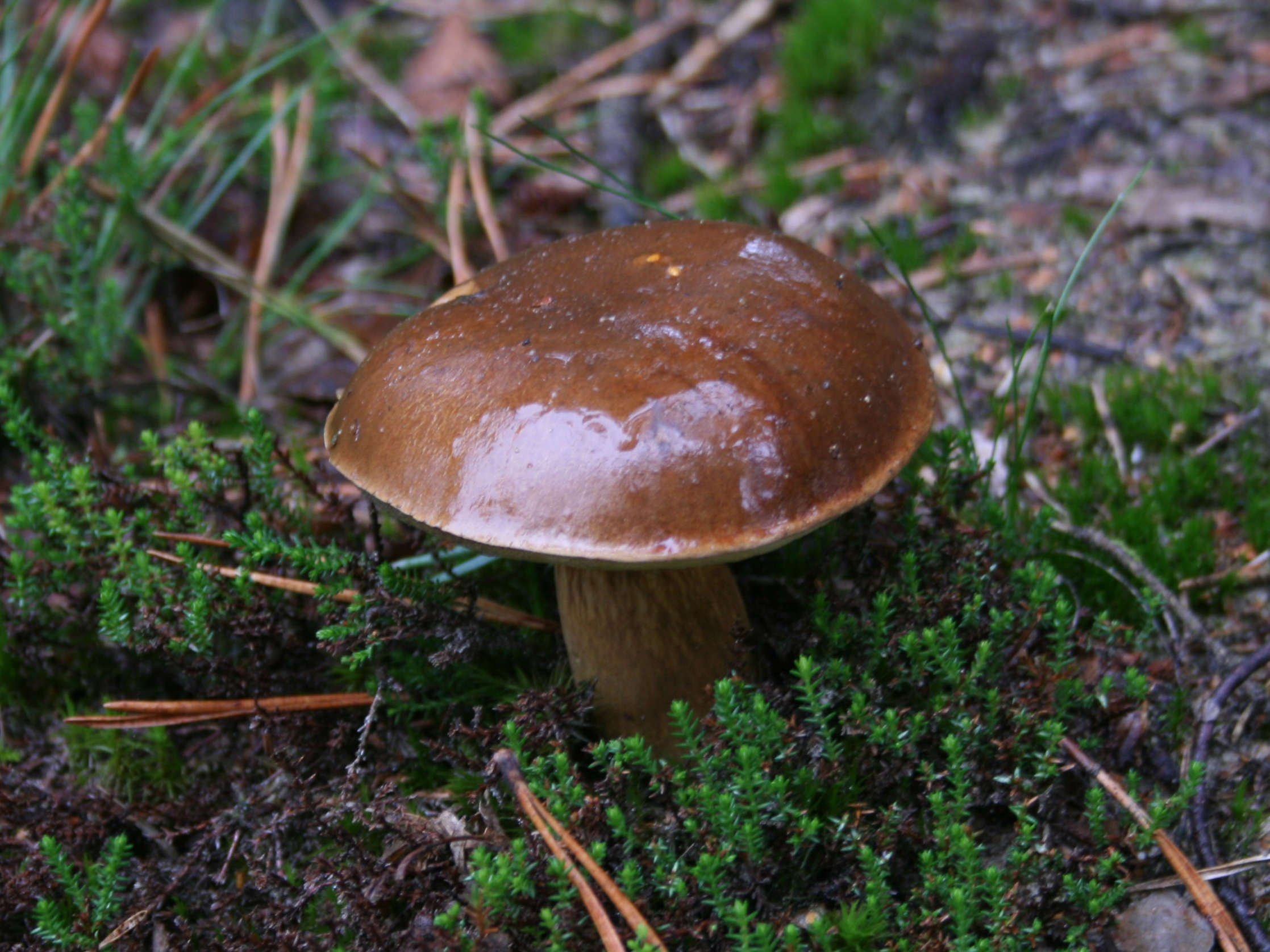
Nat en kleverig oppervlak
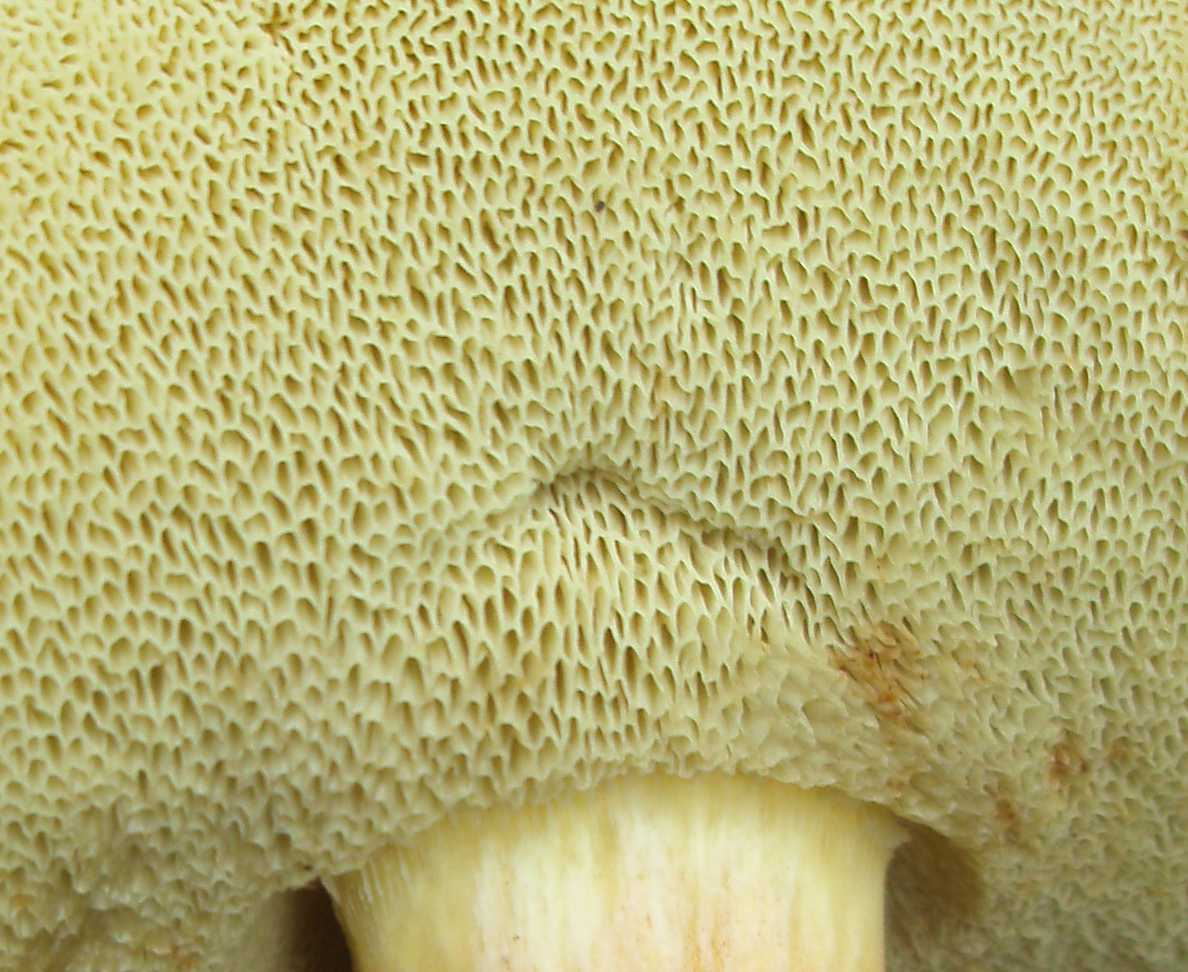
Inranding
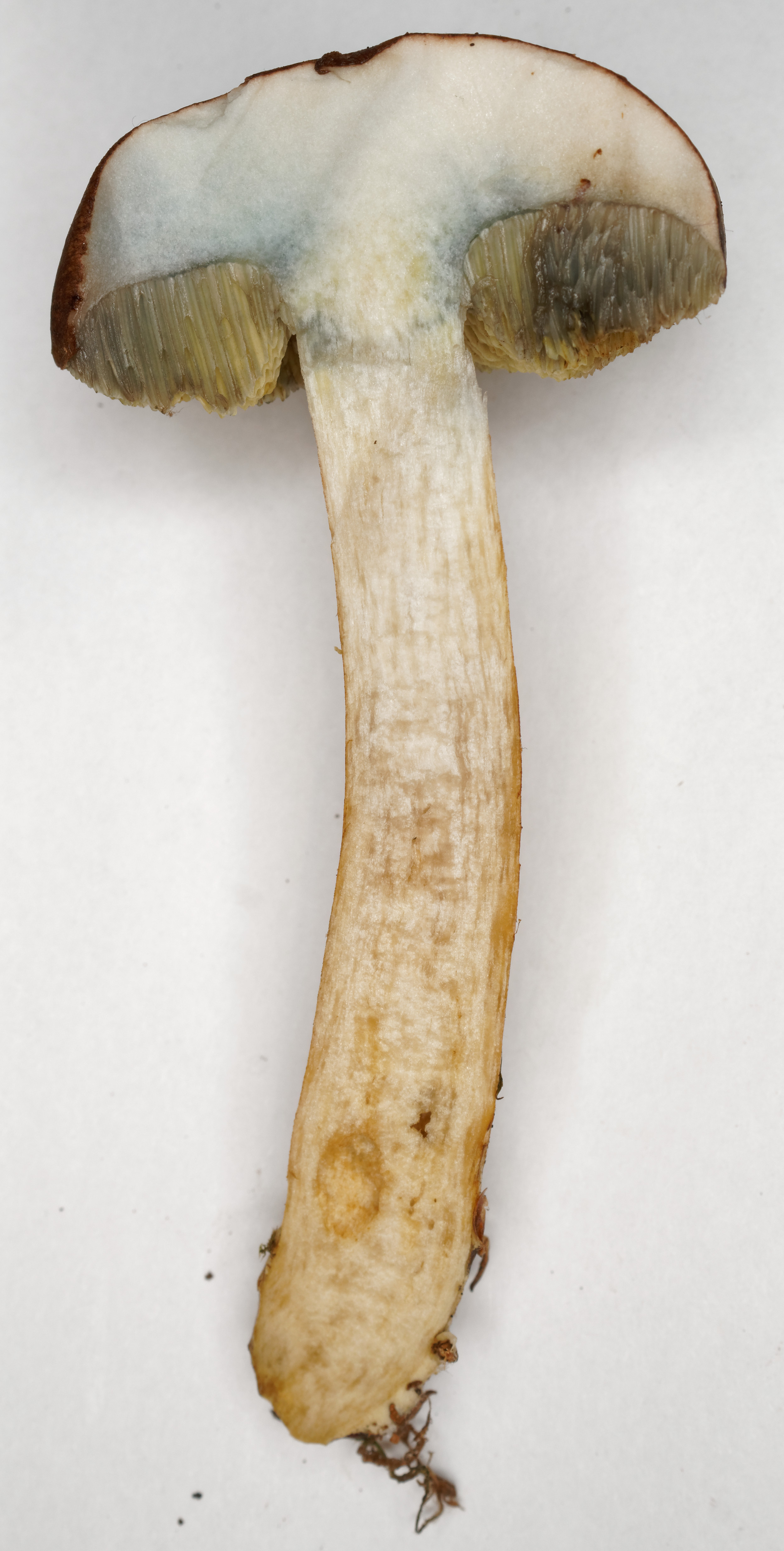
Doorsnede